# كيمبرلي دوزير
كيمبرلي دوزير (بالإنجليزية: Kimberly Dozier)‏ هي صحفية ومراسلة عسكرية أمريكية، ولدت في 6 يوليو 1966 في هونولولو في الولايات المتحدة.

## وصلات خارجية
- كيمبرلي دوزير على موقع IMDb (الإنجليزية)
- كيمبرلي دوزير على موقع إن إن دي بي (الإنجليزية)
- كيمبرلي دوزير على موقع قاعدة بيانات الفيلم (الإنجليزية)